# NGC 7499
NGC 7499 ist eine linsenförmige Galaxie mit ausgedehnten Sternentstehungsgebieten vom Hubble-Typ S0 im Sternbild Fische auf der Ekliptik. Sie ist schätzungsweise 531 Millionen Lichtjahre von der Milchstraße entfernt und hat einen Durchmesser von etwa 185.000 Lichtjahren. 

Im selben Himmelsareal befinden sich u. a. die Galaxien NGC 7501 und NGC 7503.
Die Typ-Ia-Supernova SN 1986M wurde hier beobachtet.
Das Objekt wurde am 2. September 1864 vom deutschen Astronomen Albert Marth entdeckt.